# Idealno loša
Idealno loša (с серб. — «Безупречно плохая») — тринадцатый студийный альбом сербской певицы Светланы «Цецы» Ражнатович, выпущенный 17 июня 2006 года на лейблах Ceca Music и Miligram Music.

## Запись
Работа над альбомом началась весной 2006 года. Цеца вновь сотрудничала с композитором Александаром Миличем и поэтессой Мариной Туцакович. Также певица впервые сотрудничала с известным композитором Александаром Перишичем, который написал две песни: «Čulo bola» и «Koža pamti». Песня «Pile» стала первой, которую Цеца записала в студии. В апреле 2006 года стало известно, что Цеца пригласила для записи песни «Lepi grome moj» певца Желько Йоксимовича. Мастеринг альбома был произведен в Лондоне.

## Релиз и продвижение
5 мая 2006 года певица организовала пресс-конференцию в Белграде, где официально объявила о новом альбоме — его название и дату выхода, а также о планах провести большой концерт в парке Ушче в сербской столице и последующем турне.
Первое продвижение альбома началось 20 апреля 2006 года с выступления Цецы с песней «Lepi grome moj» на программе «Bravo show» на телеканале Pink. Через неделю та же песня была исполнена на программе «Žikina šarenica» в эфире телеканала RTS. 14 июня певица представила второй сингл «Žuto pile» в эфире программы «Bravo show». На той же неделе Цеца исполнила песню в эфире ток-шоу «Vikend vizija».
Премьера видеоклипа на песню «Lepi grome moj» состоялась 27 мая, по словам режиссёра Педжу Марковича съёмки проходили в Новом Белграде и завершились за три дня. Музыкальное видео на YouTube в настоящее время имеет свыше 13 миллионов просмотров. Также было представлено видео на песню «Pile», которое было скомпоновано из хроники выступлений в Ушче.
6 июня исполнительница впервые посетила радиостанцию Bg As Radio для рекламы альбома.
17 июня состоялся релиз альбома. В тот же день на газетных прилавках Сербии, Черногории, Боснии и Герцеговины появился специальный выпуск журнала Svet, полностью посвящённый Цеце и её новому альбому, тираж спецвыпуска превысил сто тысяч экземпляров. Всё в тот же день 17 июня певица дала большой концерт в белградском парке Ушче, на нём присутствовало свыше ста тысяч человек. Позже запись концерта была издана в виде концертного видеоальбома Ušće 2006.
Осенью 2006 года стартовало концертное турне певицы под названием Grom. 14 сентября певица дала первый концерт в Софии, Болгария, а 12 декабря 2010 года — последний, в Брисбене, Австрия. Всего в рамках тура певица дала 62 концерта в 12 странах.

## Отзывы критиков
Рецензент портала Before After Владан Максимович в своем обзоре на дискографию Цецы заметил, что Idealno loša — один из её лучших альбомов c тех пор, как её стал продюсировать Александар Милич, в нём, по его мнению, отлично сочетаются прекрасные аранжировки и стихи. Он выделил песни «Manta, manta» и «Pile», посвящённую покойному мужу Цецы Аркану, как лучшие на альбоме, а «Lepi grome moj» назвал худшей.

## Список композиций
| №                   | Название               | Текст песни                            | Музыка              | Длительность |
| ------------------- | ---------------------- | -------------------------------------- | ------------------- | ------------ |
| 1.                  | «Lepi grome moj»       | Марина Туцакович, Лилиана Йоргованович | Александар Милич    | 3:50         |
| 2.                  | «Idealno loša»         | Марина Туцакович                       | Александар Милич    | 4:03         |
| 3.                  | «Manta, manta»         | Марина Туцакович, Лилиана Йоргованович | Александар Милич    | 3:23         |
| 4.                  | «Pile»                 | Марина Туцакович                       | Александар Милич    | 4:25         |
| 5.                  | «Čulo bola»            | Марина Туцакович                       | Александар Перишич  | 2:53         |
| 6.                  | «Ponuđen k'o počašćen» | Марина Туцакович                       | Александар Милич    | 4:43         |
| 7.                  | «Koža pamti»           | Марина Туцакович, Лилиана Йоргованович | Александар Перишич  | 3:39         |
| 8.                  | «Čudo»                 | Марина Туцакович, Лилиана Йоргованович | Александар Милич    | 3:49         |
| 9.                  | «Viski»                | Марина Туцакович                       | Александар Милич    | 4:02         |
| 10.                 | «Rekom bez vode»       | Марина Туцакович                       | Александар Милич    | 4:19         |
| Общая длительность: | Общая длительность:    | Общая длительность:                    | Общая длительность: | 39:36        |

## История релиза
| Регион               | Дата           | Лейбл                      | Формат                      |
| -------------------- | -------------- | -------------------------- | --------------------------- |
| Сербия               | 17 июня 2006   | Ceca Music, Miligram Music | CD, кассета                 |
| Босния и Герцеговина | 17 июня 2006   | Ceca Music, Miligram Music | CD, кассета                 |
| Северная Македония   | 17 июня 2006   | Ceca Music, Miligram Music | CD, кассета                 |
| Черногория           | 17 июня 2006   | Ceca Music, Miligram Music | CD, кассета                 |
| Болгария             | 7 августа 2006 | Sunny Music                | CD, кассета                 |
| Мир                  | 25 апреля 2020 | Ceca Music                 | Цифровая загрузка, стриминг |